# Holoptelea
Holoptelea es un género botánico con 2 especies de plantas de flores perteneciente a la familia Ulmaceae.

## Especies seleccionadas
- Holoptelea grandis
- Holoptelea integrifolia